# Neptune City
Neptune City es un borough ubicado en el condado de Monmouth en el estado estadounidense de Nueva Jersey. En el año 2010 tenía una población de 4869 habitantes y una densidad poblacional de 2028 personas por km².
La localidad de Neptune City fue incorporada el 4 de octubre de 1881, tras un referéndum llevado a cabo el 19 de marzo de ese mismo año. Los límites incluían en ese momento todo lo que ahora es Avon-by-the-Sea y la parte sur de Bradley Beach. El 23 de marzo de 1900, una ley aprobada en la Legislatura de Nueva Jersey creó la localidad de Avon-by-the-Sea. Siete años antes, el 13 de marzo de 1893, la parte oriental de Neptune City había sido anexada a la localidad de Bradley Beach.

## Geografía
Neptune City está localizada en las coordenadas 40°12′02″N 74°01′53″O / 40.200463, -74.031282 (40.200463, -74.031282).
Según la Oficina del Censo de los Estados Unidos, tiene un área total de 0.9 millas cuadradas (2.4 km²). 

## Demografía
En el censo de 2000, había 5,218 personas, 2,221 hogares, y 1,330 familias residiendo en la localidad. La densidad poblacional fue de 5,742.8 personas por milla cuadrada (2,213.9/km²). También había 2,342 unidades habitacionales, con una densidad promedio de 2,577.5/sq mi (993.7/km²). La distribución racial de la localidad quedaba repartida entre un 83.38% blancos, 9.52% deafroamericanos, 0.23% de amerindios, 2.72% de asiáticos, 2.11% de otras razas, y 2.03% de dos o más razas. Los hispanos o latinos de cualquier raza constituían el 5.31% de la población. 
Los ingresos de los hogares de la localidad eran de 43.451 dólares de media, y el promedio para una familia era de $46,393. Los hombres tenían un ingreso promedio de $39,578 frente a los 34.044 de las mujeres. El ingreso per cápita de la localidad era de 22.191 dólares. Alrededor del 5% de las familias y el 5.5% de la población estaba bajo el umbral de pobreza. Si nos centramos en los menores de edad, el 5.8% viven bajo el umbral de pobreza; entre los mayores de 65 años, el porcentaje asciende al 8.3%.

## Residentes famosos
Entre las personas famosas que viven o vivieron en Neptune City incluye:
- Jack Nicholson (nacido en 1937), actor.[6]
- Marie Castello (nacida en 1915-2008)
- Nicole Atkins (nacida en 1978), músico.
- Danny DeVito (nacido en 1944), actor.
- Jennifer Tisdale, actriz y también hermana de Ashley Tisdale.
- Joe Votruba, radio difusor.
- Karl Roberson, Professional MMA fighter at UFC.